# Паркентсай
Паркентса́й (узб. Parkentsoy, Паркентсой) — горная река (сай) в Паркентском и Юкоричирчикском (небольшой конечный участок) районах Ташкентской области, левый приток Левобережного Карасу.
В верхнем течении носит название Кумушканса́й (узб. Kumushkonsoy, Кумушконсой — «сай серебряного родника»).

## Общее описание

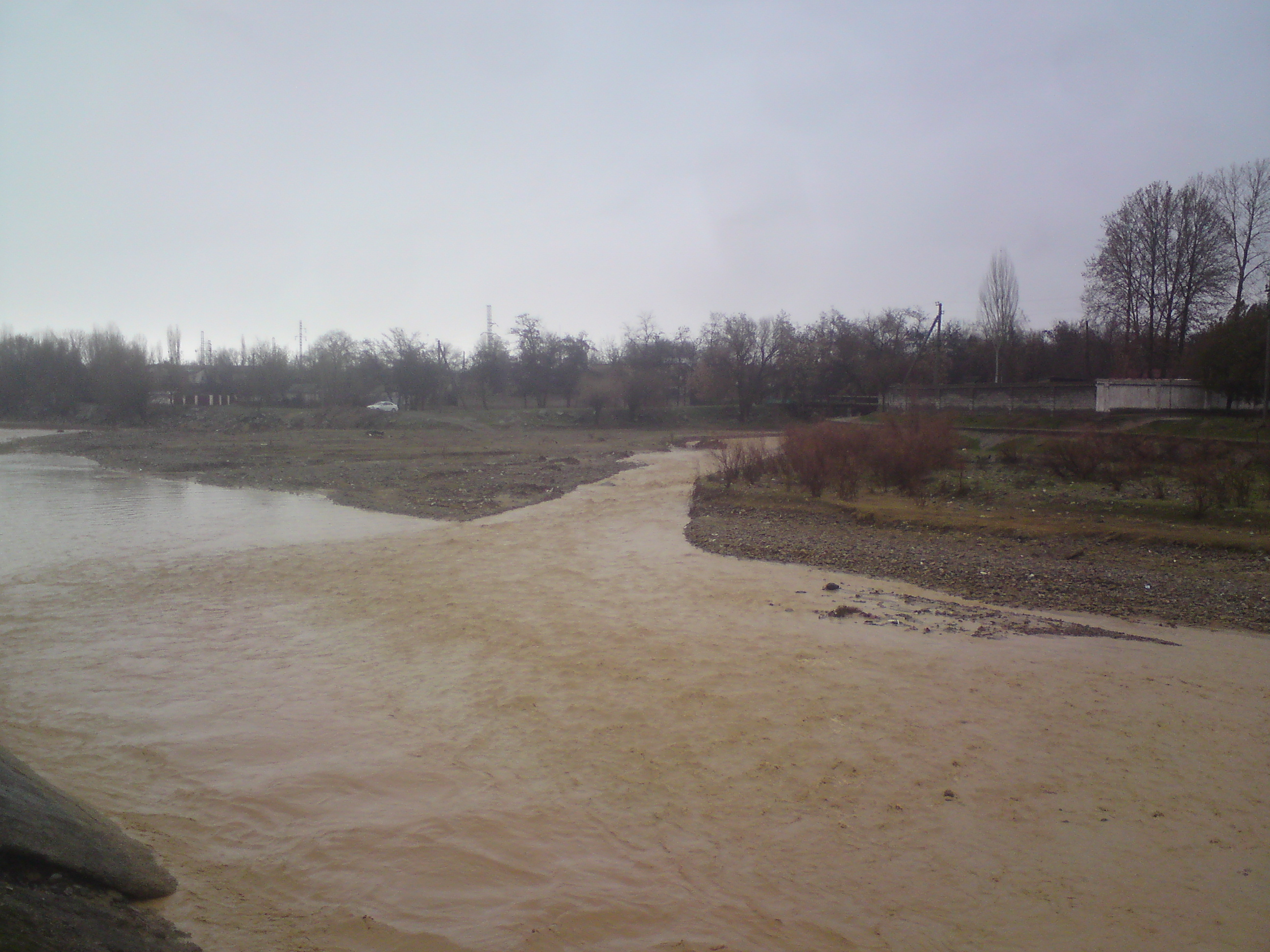
Впадение Паркентсая в Левобережный Карасу, январь

Длина реки составляет 40 км, площадь водосбора — 198 км². Река питается сезонными снегами, дождями, таянием ледников. Паркентсай многоводен с марта по июнь, на чью долю приходится 75—80 % годового стока, и, особенно, в апреле, когда расход воды в среднем равен 2,5 м³/с. В русле реки также наблюдаются селевые явления, во время которых фиксировался расход воды до 108 м³/с (29 апреля 1967 года). Среднемноголетний расход воды — 0,64 м³/с.

## Течение реки

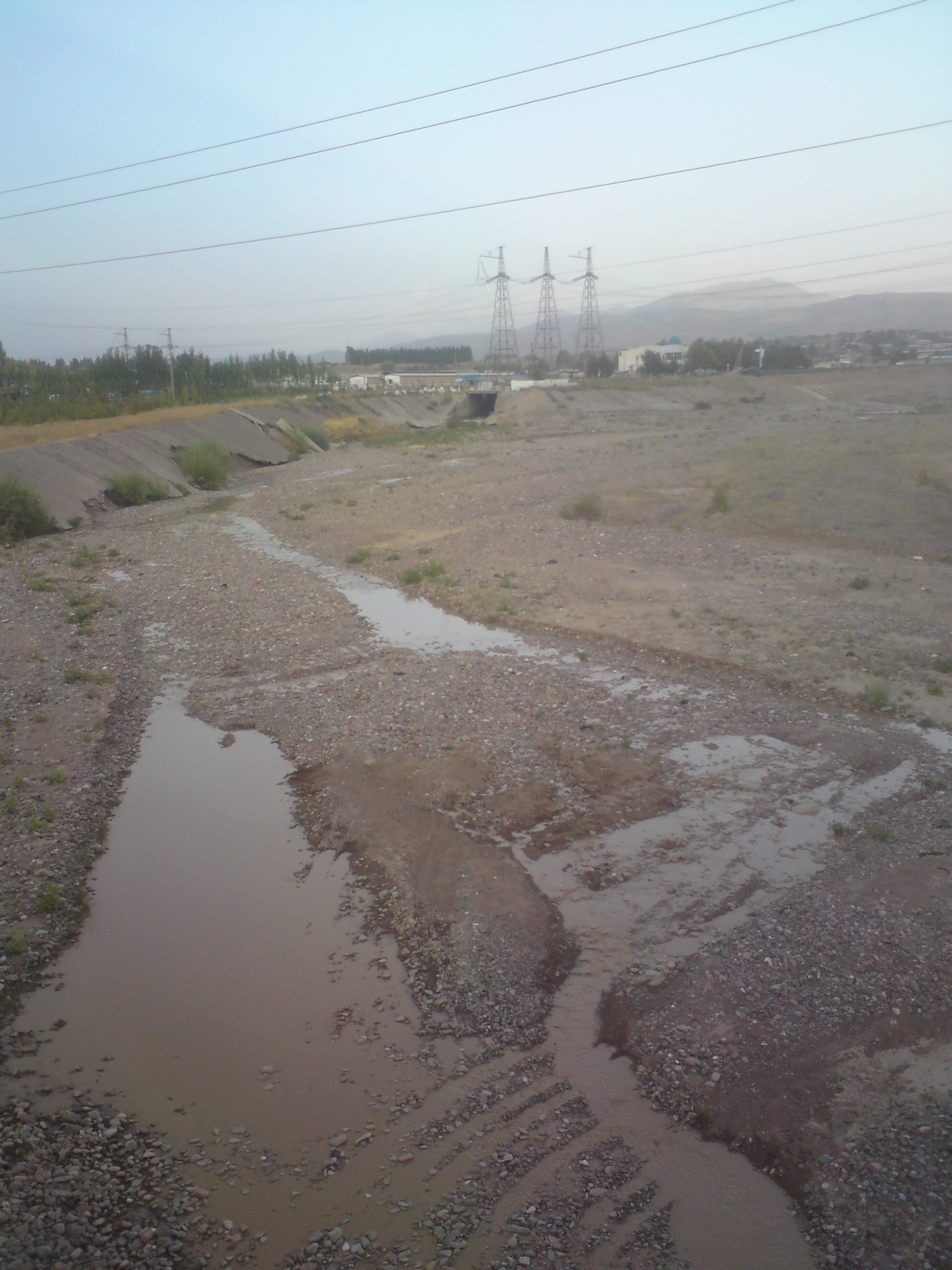
Паркентсай в августе (маловодье), близ города Паркент

Паркентсай берёт начало на Чаткальском хребте, с северо-западного склона горы Кызылнура. Течёт в общем западном направлении (вначале — с заметным уклоном к северу, выше города Паркент — с небольшим уклоном к югу, за городом — со слабым уклоном к северу). На его берегах стоят (вниз по течению) посёлок Кумушкан (с одноимённым домом отдыха), кишлак Киргиз, посёлок Чангихисарак, город Паркент, населённые пункты Гульбаг и Каракалпак.
Пересекается с Паркентским магистральным каналом и каналом Хандам.
В низовьях Паркентсай имеет пересыхающий участок, местами протекает в овраге. На территории посёлка Янгибазар впадает в Левобережный Карасу.

## Притоки Паркентсая
Общая длина притоков Паркентсая составляет 112 км.
Притоками Паркентсая являются реки Заркентсай (слева) и Алтынбельсай (справа).
В число крупных притоков входят также Сумчасай (слева), Камдаши (справа), Кокаксай (слева), Кызылкисасай (справа).